# Le Trône du maître de nô
Pour les articles homonymes, voir Trône (homonymie).
Pour plus de détails, voir Fiche technique et Distribution.
Le Trône du maître de nô (獅子の座, Shishi no za) est un film japonais réalisé par Daisuke Itō et sorti en 1953.

## Synopsis
Yagorō Hōshō est le chef d’une dynastie d’acteur de théâtre nô. Il conduit avec la plus stricte rigueur la formation de son fils appelé à lui succéder. Mais ce dernier s’enfuit et tente de se suicider peu avant la représentation qu'il doit donner devant le Shogun.

## Fiche technique
- Titre : Le Trône du maître de nô[1]
- Titre original : 獅子の座 (Shishi no za?)[2]
- Réalisation : Daisuke Itō

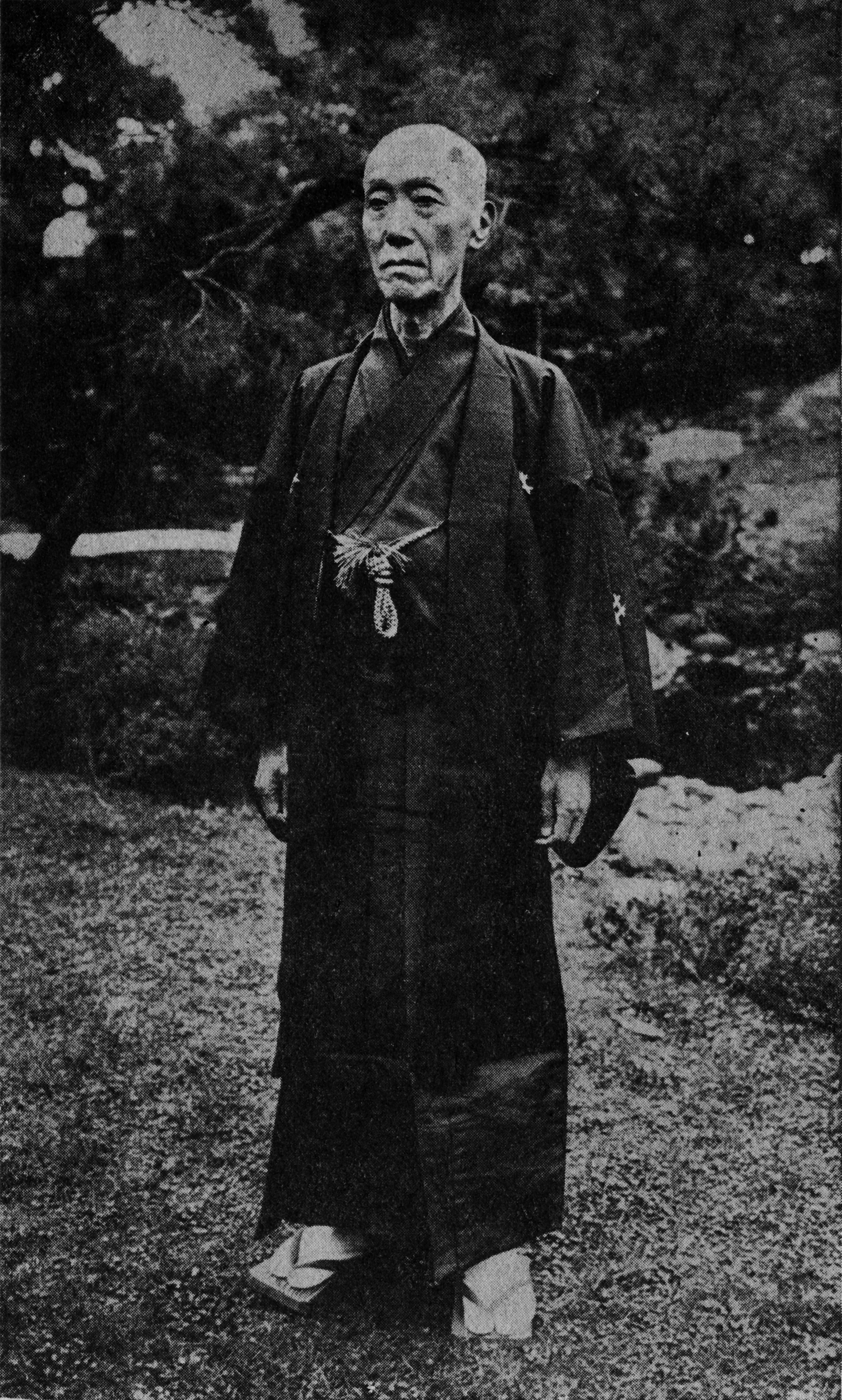
Hōshō Kurō, acteur nô (1837-1917)

- Scénario : Daisuke Itō et Sumie Tanaka, d'après un roman biographique de Takashi Matsumoto sur l'acteur Hōshō Kurō (de)
- Photographie : Hideo Ishimoto
- Direction artistique : Kisaku Itō
- Musique : Ikuma Dan
- Société de production : Daiei (Studios de Kyoto)
- Pays d'origine :  Japon
- Langue originale : japonais
- Format : noir et blanc - 1,37:1 - 35 mm - Son mono
- Genre : drame
- Durée : 124 minutes[3] (métrage : 14 bobines - 3398 m[3])
- Date de sortie :
  - Japon : 3 juin 1953[3]

## Distribution
- Kazuo Hasegawa : Yagorō Hōshō
- Kinuyo Tanaka : Hisa Hōshō
- Keiko Kishi : Osome
- Masahiko Tsugawa (crédité sous le nom de Masahiko Katō) : Ishinosuke Hōshō
- Yūji Hori : Ikutarō
- Chieko Higashiyama : Kino
- Ichijirō Ōya : Ikuemon
- Kan Ishii : Yohei
- Kumeko Urabe : Kayo
- Shinobu Araki : le shogun Ieyoshi
- Eigorō Onoe : Matsutarō
- Toshiaki Konoe : Kinbei
- Kan Ueda : Senji
- Kuniomi Kimura : Shigejirō Hōshō